# Strogino (Mosca)
Il quartiere Strogino (in russo Район Строгино?) è un quartiere di Mosca sito nel Distretto Nord-occidentale.
Le prime menzioni del paese che sorgeva sull'attuale area del quartiere risalgono al 1570 e al 1573, col nome di Ostrogino, forse derivato dal termine ostroga ("prigione"). Il toponimo Strogino è in uso dal XIX secolo.
Entra a far parte del territorio della città di Mosca nel 1960 e a partire dal 1977 viene intensamente urbanizzato.